# Sri-lankische Badmintonmeisterschaft 1973
Die Sri-lankische Badmintonmeisterschaft 1973 war die 21. Austragung der nationalen Titelkämpfe im Badminton in Sri Lanka.

## Sieger und Finalisten
| Disziplin    | Gold                                       | Silber                         |
| ------------ | ------------------------------------------ | ------------------------------ |
| Herreneinzel | Kingsley Devamanoharan Nallathamby         | A. R. T. de Silva              |
| Dameneinzel  | Chandrika Mallawarachchi                   | D. Mallawarachchi              |
| Herrendoppel | Gerry Chandrasena Lal Anthonis             | Ajith Perera A. R. T. de Silva |
| Damendoppel  | D. Mallawarachchi Chandrika Mallawarachchi | K. Fernando S. Fernando        |
| Mixed        | A. R. T. de Silva Chandrika Mallawarachchi | Ajith Perera D. Mallawarachchi |